# Ergosphère

En astrophysique, l'ergosphère est une zone autour d'un trou noir en rotation (trou noir de Kerr ou trou noir de Kerr-Newman), au-delà de l'horizon des événements, à partir de laquelle aucun objet ne peut rester immobile. L'ergorégion est la région comprise entre l'horizon et l'ergosphère d'un trou noir en rotation. Pour de tels objets, la rotation du trou noir a tendance à entraîner l'espace et la matière dans son mouvement. Ce phénomène est appelé effet Lense-Thirring. Il prend une amplitude telle au voisinage d'un trou noir qu'il devient impossible à un observateur de rester immobile par rapport à des étoiles lointaines (considérées comme fixes).
Le nom d'ergosphère (en grec, ergon signifie « travail ») vient du fait qu'il est possible d'extraire de l'énergie d'un trou noir en effectuant certaines manipulations dans l'ergosphère. On parle de processus de Penrose ou de superradiance selon que ces manipulations concernent des particules ou des ondes électromagnétiques.
Contrairement à ce que son nom indique, l'ergosphère n'est pas une région sphérique. Sa forme exacte est en fait difficilement représentable dans un espace euclidien tridimensionnel classique, en raison des distorsions de l'espace causées par le champ gravitationnel du trou noir.

## Ergorégion
L'ergorégion,, est une région finie, de l'espace-temps qui s'étend depuis la surface limite de stationnarité, jusqu'à l'horizon des événements d'un trou noir de Kerr ou d'un autre trou noir stationnaire et axisymétrique.
La limite de stationnarité est une surface de genre temps sauf aux pôles où elle est de genre lumière et coïncide avec l'horizon des événements. Lorsqu'elle est de genre temps, les particules peuvent la traverser dans le sens entrant ou sortant.

## Rayon de l'ergosphère
En coordonnées de Boyer-Lindquist et à {\displaystyle t} fixé, l'ergosphère d'un trou noir de Kerr est une surface ellipsoïdale définie par :
{\displaystyle r=R(\theta )},
avec,, :
{\displaystyle {\begin{aligned}R(\theta )&={\frac {GM}{c^{2}}}+{\sqrt {\left({\frac {GM}{c^{2}}}\right)^{2}-\left({\frac {J}{cM}}\right)^{2}\cos ^{2}\theta }}&{\text{(1)}}\\&={\frac {GM}{c^{2}}}\left[1+{\sqrt {1-\left({\frac {cJ}{GM^{2}}}\cos \theta \right)^{2}}}\;\right]&{\text{(2)}}\end{aligned}}},
où :
- {\displaystyle M} est la masse[10],[13] du trou noir ;
- {\displaystyle J} est son moment cinétique[10],[13] ;
- {\displaystyle G} est la constante gravitationnelle ;
- {\displaystyle c} est la vitesse de la lumière dans le vide ;
- {\displaystyle \cos } est la fonction cosinus ;
- {\displaystyle \theta } est la colatitude.

L'équation est souvent notée, :
{\displaystyle R(\theta )=m+{\sqrt {m^{2}-a^{2}\cos ^{2}\theta }}=m+\left(m^{2}-a^{2}\cos ^{2}\theta \right)^{\frac {1}{2}}},
où :
- {\displaystyle m={\frac {GM}{c^{2}}}} ;
- {\displaystyle a={\frac {J}{cM}}}.

À l'équateur, le rayon de l'ergosphère est égal au rayon de Schwarzschild :
{\displaystyle R(\theta )={\frac {2GM}{c^{2}}}}.
Aux pôles, il est égal au rayon de l'horizon extérieur — c'est-à-dire de l'horizon des événements — du trou noir.

## Cas du trou noir de Schwarzschild
Un trou noir de Schwarzschild est, par définition, un trou noir dont le moment cinétique est nul, c'est-à-dire qui n'est pas en rotation.
Pour un tel trou noir, l'ergosphère se confond avec l'horizon des événements, de sorte qu'il n'existe pas d'ergorégion dans ce cas.

#### Manuels d'enseignement supérieur
- [Gialis et Désert 2015] Denis Gialis et François-Xavier Désert, Relativité générale et astrophysique : problèmes et exercices corrigés, Les Ulis, EDP Sciences, coll. « Grenoble Sciences », novembre 2015, 1re éd., X-353 p., 17 × 24 cm (ISBN 978-2-7598-1749-8, EAN 9782759817498, OCLC 920911577, BNF 44394347, DOI 10.1051/978-2-7598-1896-9, SUDOC 188192891, présentation en ligne, lire en ligne).
- [Hobson, Efstathiou et Lasenby 2009] Michael Paul Hobson, George Efstathiou et Anthony N. Lasenby (trad. de l'anglais par Loïc Villain, révision scientifique par Richard Taillet), Relativité générale [« General relativity : an introduction for physicists »], Bruxelles, De Boeck Université, hors coll., décembre 2009, 1re éd., XX-554 p., ill., 28 cm (EAN 9782804101268, OCLC 690272413, BNF 42142174, SUDOC 140535705, présentation en ligne, lire en ligne).
- [Lambourne 2010] (en) Robert J. Lambourne, Relativity, gravitation and cosmology [« Relativité, gravitation et cosmologie »], Cambridge et Milton Keynes, CUP et OU, coll. « Textebooks », juin 2010, 1re éd., 310 p., 20,9 × 26,3 cm (ISBN 978-0-521-76119-2 et 978-0-521-13138-4, EAN 9780521761192, OCLC 690873048, Bibcode 2010rgc..book.....L, SUDOC 145497909, présentation en ligne, lire en ligne  [PDF]).
- [Rahaman 2021] (en) Farook Rahaman, The general theory of relativity : a mathematical approach, Cambridge, CUP, hors coll., septembre 2021, 1re éd., XXII-404 p., 18,7 × 24,7 cm (ISBN 978-1-108-83799-6, EAN 9781108837996, OCLC 1365637524, DOI 10.1017/9781108837996, Bibcode 2021gtrm.book.....R, SUDOC 267319665, présentation en ligne, lire en ligne).

#### Dictionnaires et encyclopédies
- [Taillet, Villain et Febvre 2018] Richard Taillet, Loïc Villain et Pascal Febvre, Dictionnaire de physique, Louvain-la-Neuve, De Boeck Supérieur, hors coll., janvier 2018, 4e éd. (1re éd. mai 2008), X-956 p., ill. et fig., 24 cm (EAN 9782807307445, OCLC 1022951339, SUDOC 224228161, présentation en ligne, lire en ligne), s.v. ergosphère, p. 275-276.

#### Ouvrages fondamentaux
- [Choquet-Bruhat 2008] (en) Yvonne Choquet-Bruhat, General relativity and the Einstein equations, Oxford, OUP, coll. « Oxford mathematical monographs », décembre 2008, 1re éd., XXIV-785 p., 15,6 × 23,4 cm (ISBN 978-0-19-923072-3, EAN 9780199230723, OCLC 493785270, SUDOC 130297577, présentation en ligne, lire en ligne).
- [Hawking et Ellis 1973] (en) Stephen W. Hawking et George F. R. Ellis, The large scale structure of space-time, Cambridge, CUP, coll. « Cambridge monographs on mathematical physics », mai 1973, 1re éd., XI-391 p., 15,1 × 22,7 cm (ISBN 978-0-521-20016-5 et 978-0-521-09906-6, EAN 9780521200165, OCLC 299342801, BNF 37358308, DOI 10.1017/CBO9780511524646, Bibcode 1973lsss.book.....H, SUDOC 004735110, lire en ligne  [PDF]).
- (en) Robert M. Wald, General Relativity, University of Chicago Press, 1984, 498 p. (ISBN 0226870332), section 12.3, page 319.